# 梅田貨物線
1. 本路線を走行中の271系
2. 本路線を走行中の289系
3. 本路線を走行中の機関車（EF210形以外）

梅田貨物線（うめだかもつせん）は、大阪府吹田市の吹田貨物ターミナル駅から大阪市北区の大阪駅、福島区の福島駅を経由して此花区の西九条駅に至る西日本旅客鉄道（JR西日本）の鉄道路線の通称である。東海道本線の支線（吹田貨物ターミナル駅 - 福島駅間）と大阪環状線の線増部（福島駅 - 西九条駅間、線路財産名称は「環状第三線」）から構成されている。経由する旅客列車の増えている現在では「梅田線」または「梅田連絡線」と称されることもある。

## 概要
東海道本線と大阪の鉄道貨物の拠点である桜島線（JRゆめ咲線）の安治川口駅や、2013年（平成25年）3月末限りで廃止された梅田駅（通称「梅田貨物駅」、後の梅田信号場）とを結ぶために設けられた貨物線で、貨物列車が多く運転されている。また、東海道本線（JR京都線）新大阪方面と大阪環状線の西九条・天王寺方面を結ぶ連絡線的な役割を持ち、当線を経由する旅客列車として京都・新大阪方面と関西国際空港や南紀（和歌山）方面を結ぶ特急列車や、新大阪駅から大阪駅まで乗り入れるおおさか東線の列車が運転されている。
貨物線のため大阪の旅客ターミナル駅である大阪駅を迂回するルートを通っており、同駅への停車は出来なかったが、大阪駅北地区（うめきた）の再開発に伴う中津付近 - 福島駅付近の地下化工事と合わせ、大阪駅に近接した位置に地下ホーム（仮称「北梅田駅」）が設けられることになった。最終的に地下ホームは「大阪駅（うめきたエリア）」として2023年（令和5年）3月18日に営業が開始され、当線を経由する旅客列車も大阪駅に停車するようになった。
全区間をJR西日本の近畿統括本部が管轄している。

### 路線データ
- 管轄（事業種別）：西日本旅客鉄道（第一種鉄道事業者）、日本貨物鉄道（第二種鉄道事業者）
- 路線距離（営業キロ）：吹田貨物ターミナル駅 - 西九条駅間 12.6 km （ただし梅田貨物線を経由する旅客列車を利用した場合、運賃計算上は東海道本線（旅客線）および大阪環状線を経由したものとして扱われる。「歴史」の節も参照）
- 複線区間：吹田貨物ターミナル駅 - 大阪駅間
- 電化区間：全線（直流1,500 V）
- 閉塞方式：自動閉塞式
- 運転指令所：大阪総合指令所
- 最高速度：[2]
  - 120 km/h（吹田貨物ターミナル駅 - 新大阪駅間上り線）
  - 110 km/h（吹田貨物ターミナル駅 - 新大阪駅間下り線）
  - 95 km/h（新大阪駅 - 西九条駅間）

## 沿線概況
書類上の起点は吹田貨物ターミナル駅であるが、当線に入るための線路はそのはるか北方の茨木駅南側で東海道本線旅客線（JR京都線）から分岐している。下り線は分岐の後、高架となって複々線の旅客線を乗り越えて大阪貨物ターミナル駅からの東海道本線貨物支線と合流し、千里丘駅付近から東海道本線上り外側線の西隣を走行する（逆に上り線は西側から地平レベルで直接旅客線に合流する）。
岸辺駅の西隣に広がる吹田貨物ターミナル駅に至ると、城東貨物線（片町線支線）と北方貨物線（東海道本線支線）が分岐する。北方貨物線は当線のさらに西側を並走する。
東海道本線（JR京都線）旅客線の複々線と北方貨物線の複線間に挟まれて南へ進み、おおさか東線と合流して神崎川を渡った後、東海道・山陽新幹線の手前で北方貨物線と分かれて新大阪駅に至る。神崎川付近から新大阪駅まではおおさか東線との共用区間である。
新大阪駅を出て淀川を渡った先で東海道本線（JR京都線）旅客線と分かれると、西へカーブして新御堂筋をくぐり、続けて南へカーブしながら地下へと潜っていき、大阪駅（うめきたエリア）地下ホームへと辿り着く。大阪駅を出ると単線となり、南西へカーブし、東海道本線（JR神戸線）と大阪環状線が分かれていく付近で地上に出て、福島駅北側でなにわ筋（大阪府道41号大阪伊丹線）と交差する踏切（浄正橋踏切）を通過する。ここまでが書類上東海道本線とされている区間である。
地下からの上り勾配が続いたまま地上を経て高架に上がる。ここから西九条駅までは大阪環状線の増設線（貨物線専用の単線）を通ることになる。高架区間を走行して阪神高速3号神戸線をくぐった先に野田駅があるが、大阪環状線の線路にしかホームが設けられていないためそのまま通過すると終点の西九条駅に到着する。線路は基本的にそのまま桜島線（JRゆめ咲線）へ合流する配線となっているが、旅客列車は西九条駅の手前で大阪環状線に転線できる。

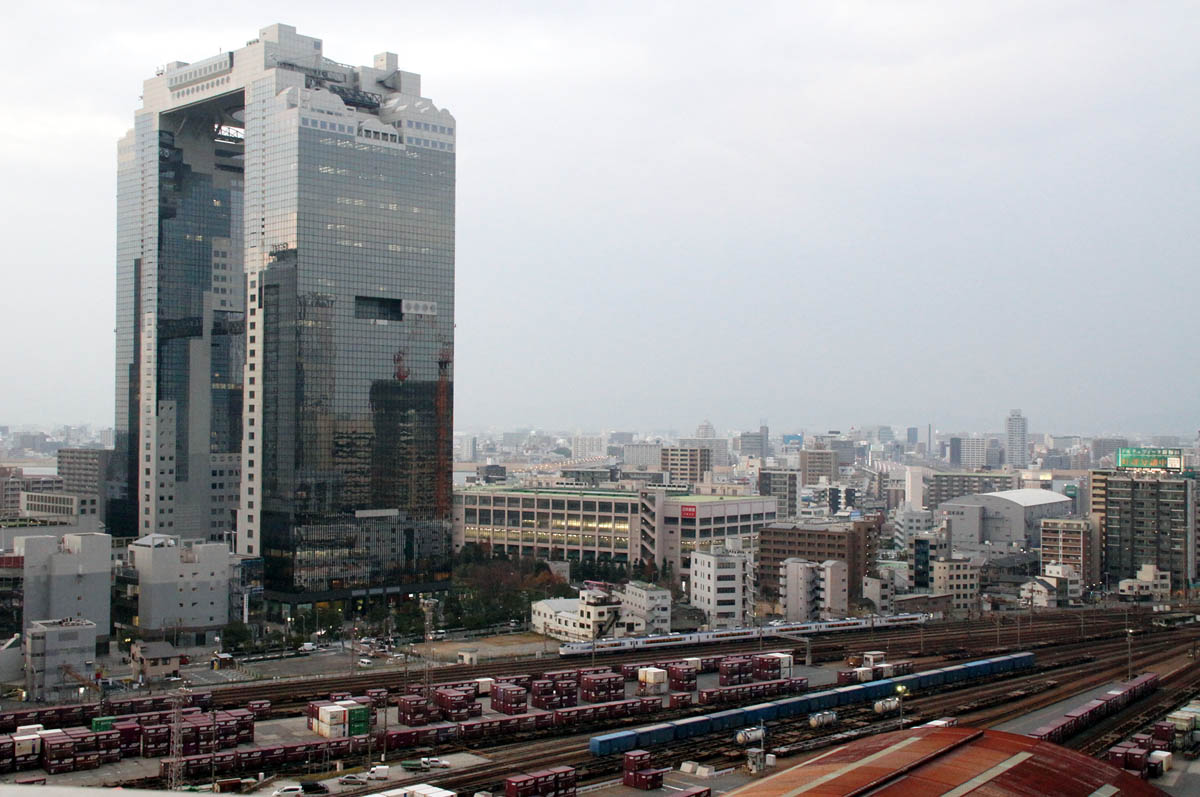
大阪都心部を行く特急「はるか」。後方のビルは梅田スカイビル。
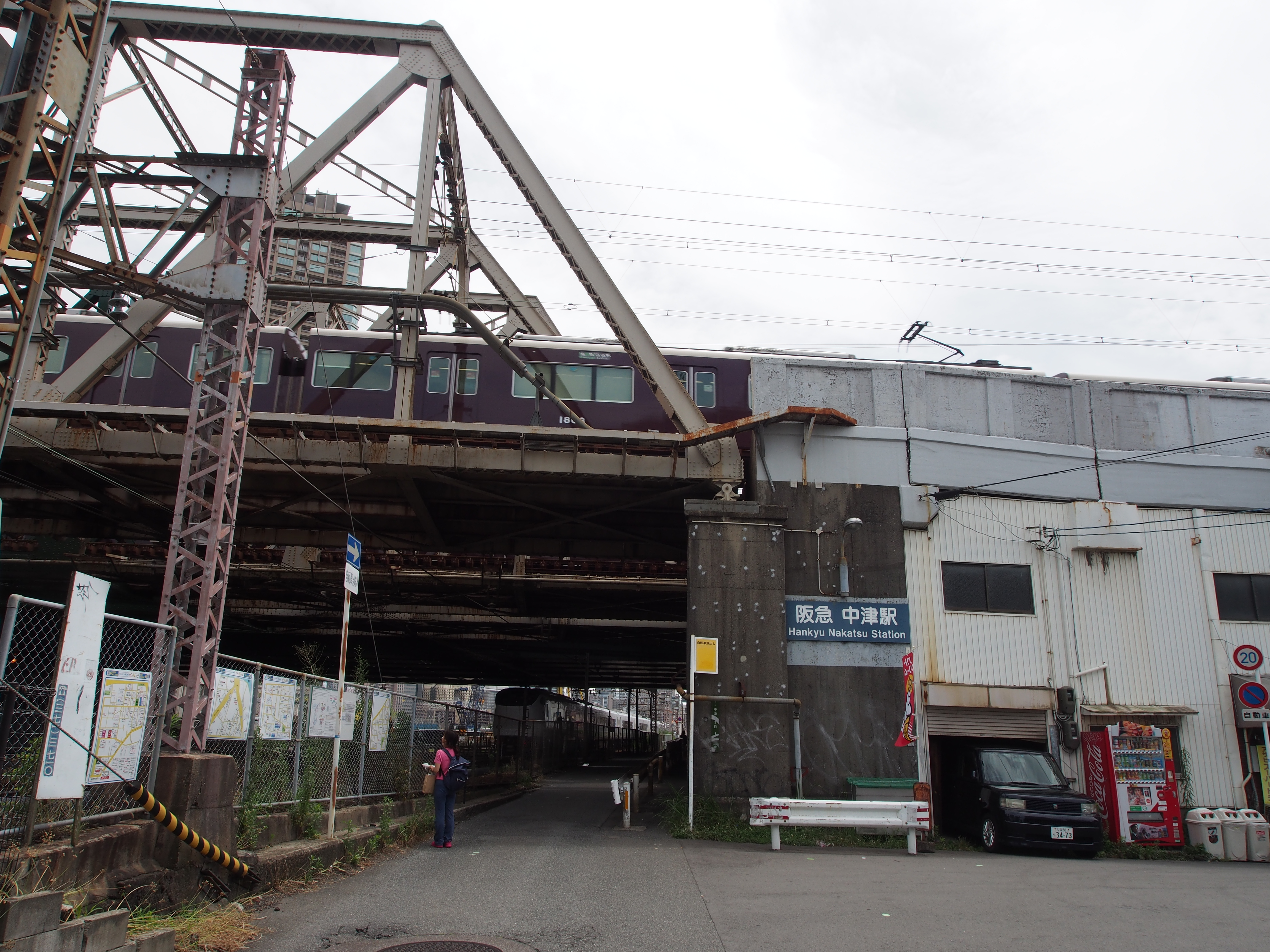
阪急中津駅、阪急線高架下を通る特急「はるか」（左下）。
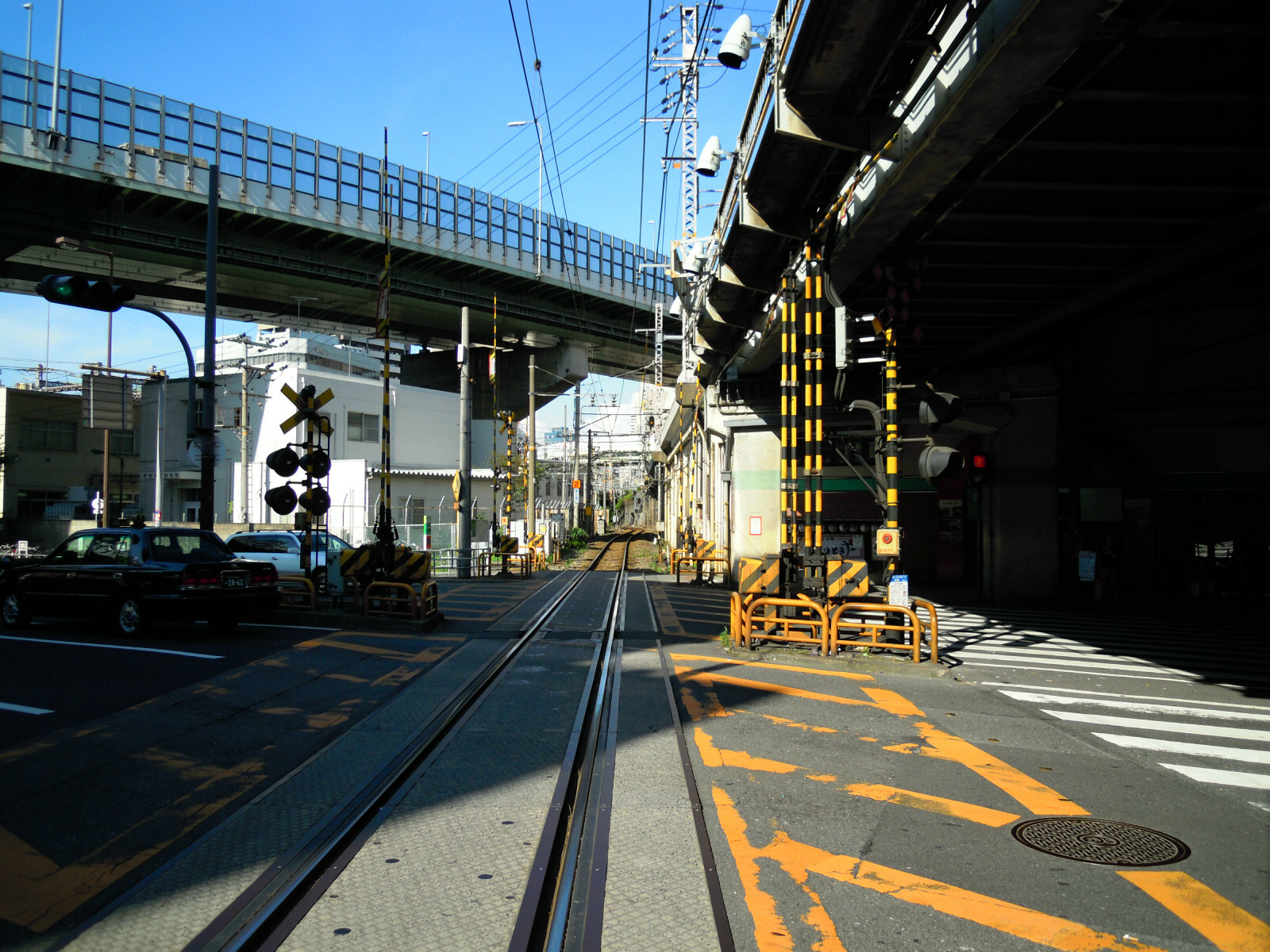
大阪環状線（右）福島駅付近の踏切。左側の高架は阪神高速11号池田線。
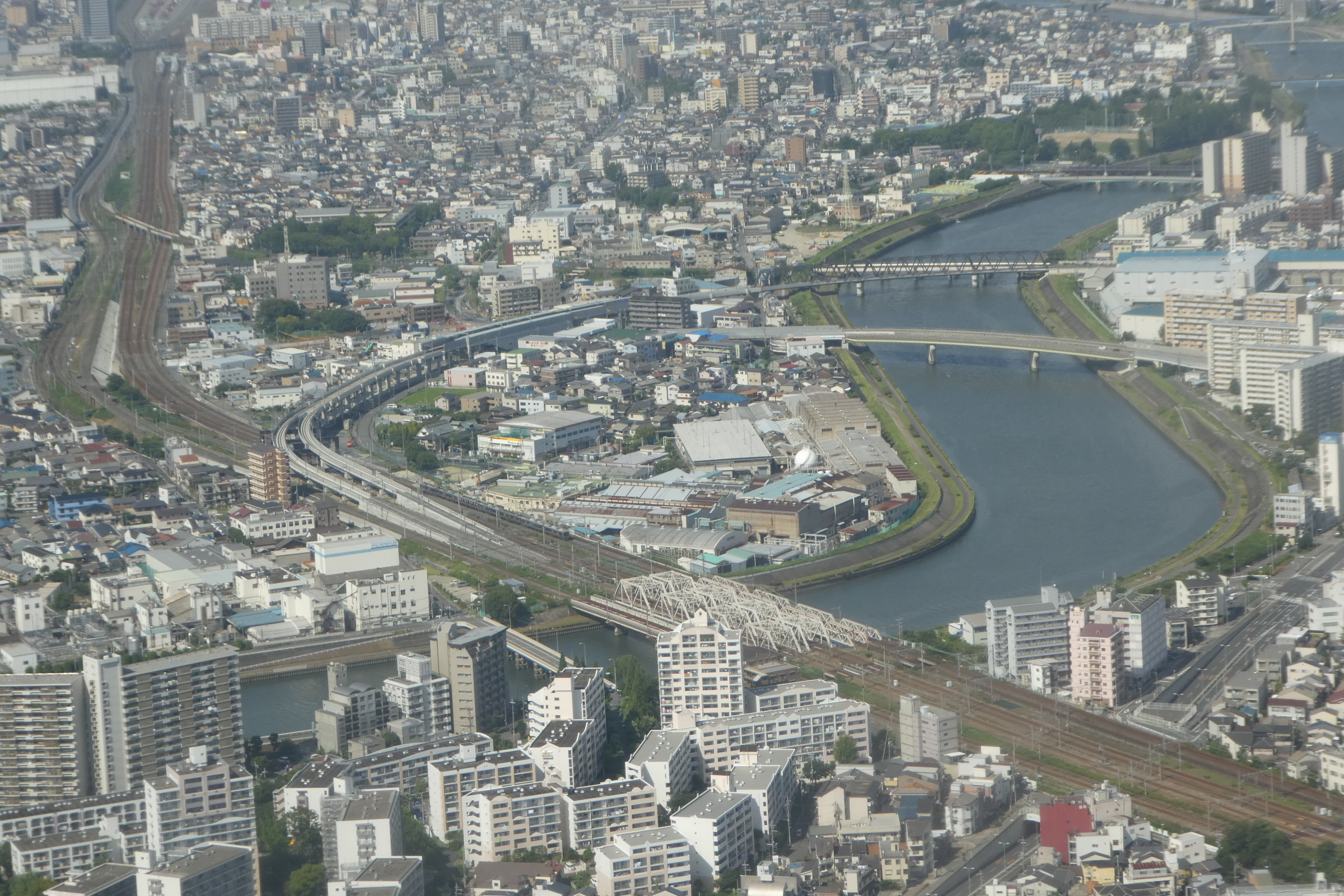
梅田貨物線から分岐するおおさか東線

## 運行概況

### 貨物列車
2020年（令和2年）3月14日ダイヤ改正時点で定期貨物列車は桜島線安治川口駅発着列車が5往復（上りのうち2本は日曜運休、下りのうち1本は月曜運休、1本は日曜と休日の翌日運休）のみ運転されている。全列車が吹田貨物ターミナル駅を発着あるいは経由し、その先の発着駅は大阪貨物ターミナル駅、京都貨物駅、東京貨物ターミナル駅、仙台貨物ターミナル駅が設定されている。
梅田駅廃止前の2011年（平成23年）3月改正時点では、吹田信号場方面からの梅田駅行き列車が15本（このうち2本は日曜日運休、1本が月曜日運休）、梅田駅始発列車が13本（このうち2本は日曜日運休）運行されていた。このほか、桜島線に直通する安治川口駅発着の列車が、毎日運転の列車が1日3.5往復、土曜・休日運休の列車が1日1往復運転されていた。
2023年（令和5年）2月13日の梅田貨物線の地下化により、最大23.5 ‰の急勾配区間が設けられたことから、長大編成のコンテナ列車の最後部には安治川口駅 - 吹田貨物ターミナル駅間で補助機関車を連結して運行されるようになった。また、かつてディーゼル機関車1両で牽引していた甲種輸送列車に対しては、牽引機を1両増やした重連運転に変更されている。

### 旅客列車

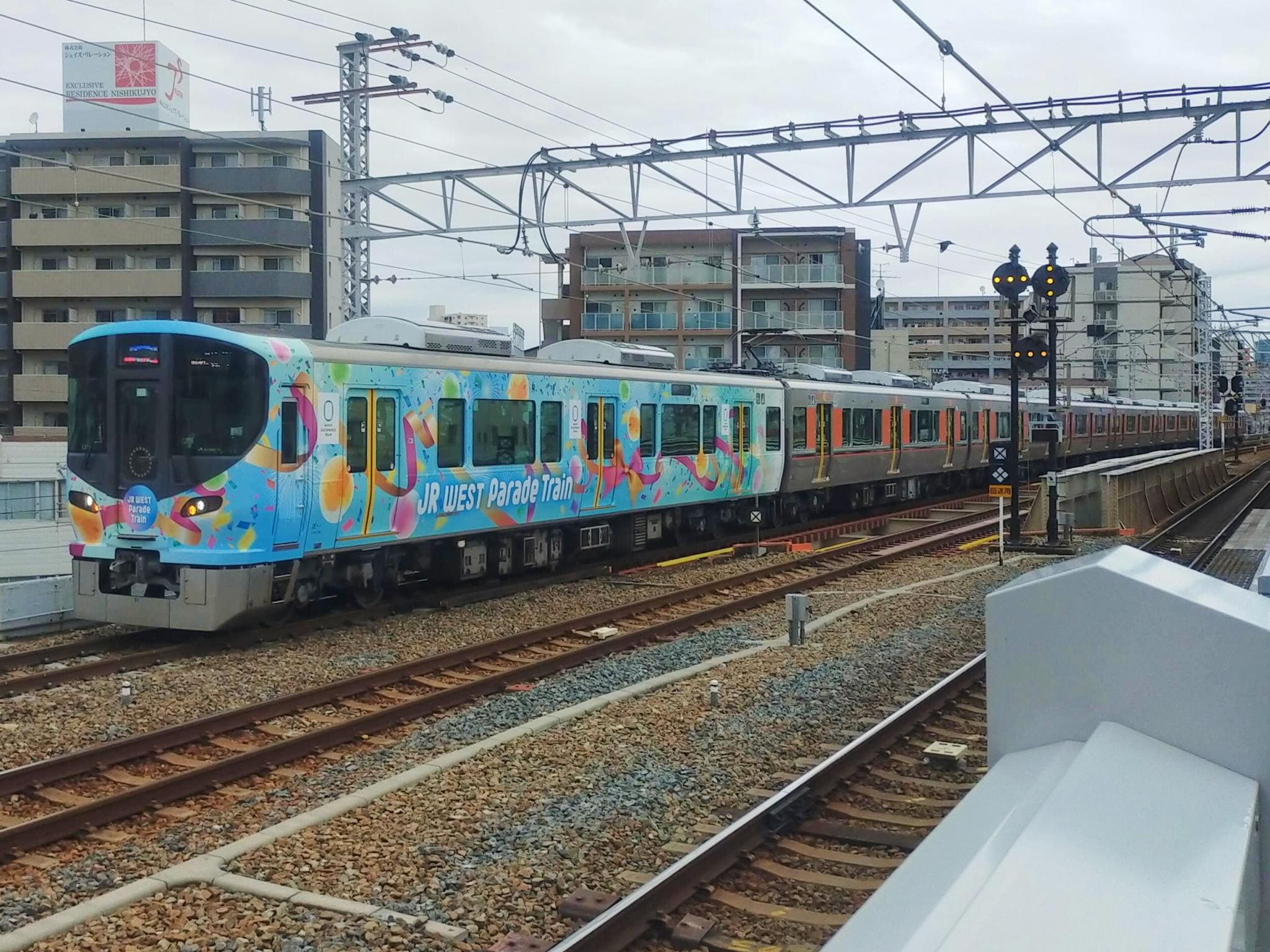
西九条駅を通過中の323系「エキスポライナー」 （2025年3月16日）

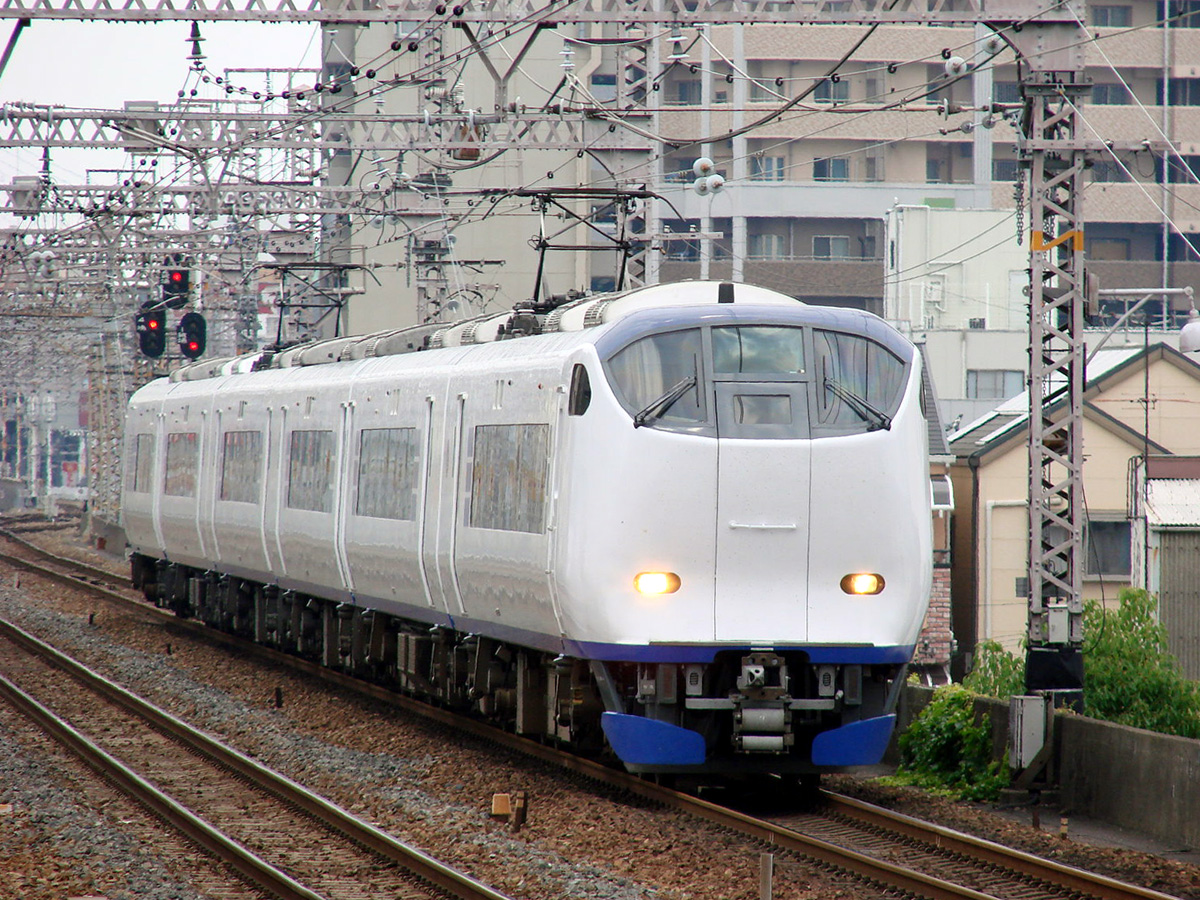
281系 （2009年5月27日）
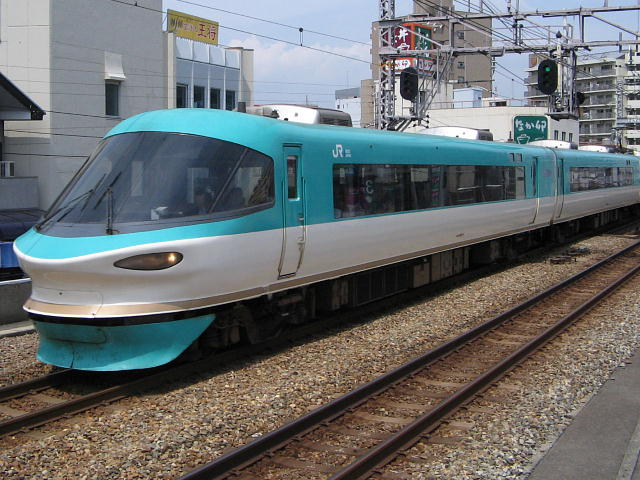
283系 （2005年8月11日）
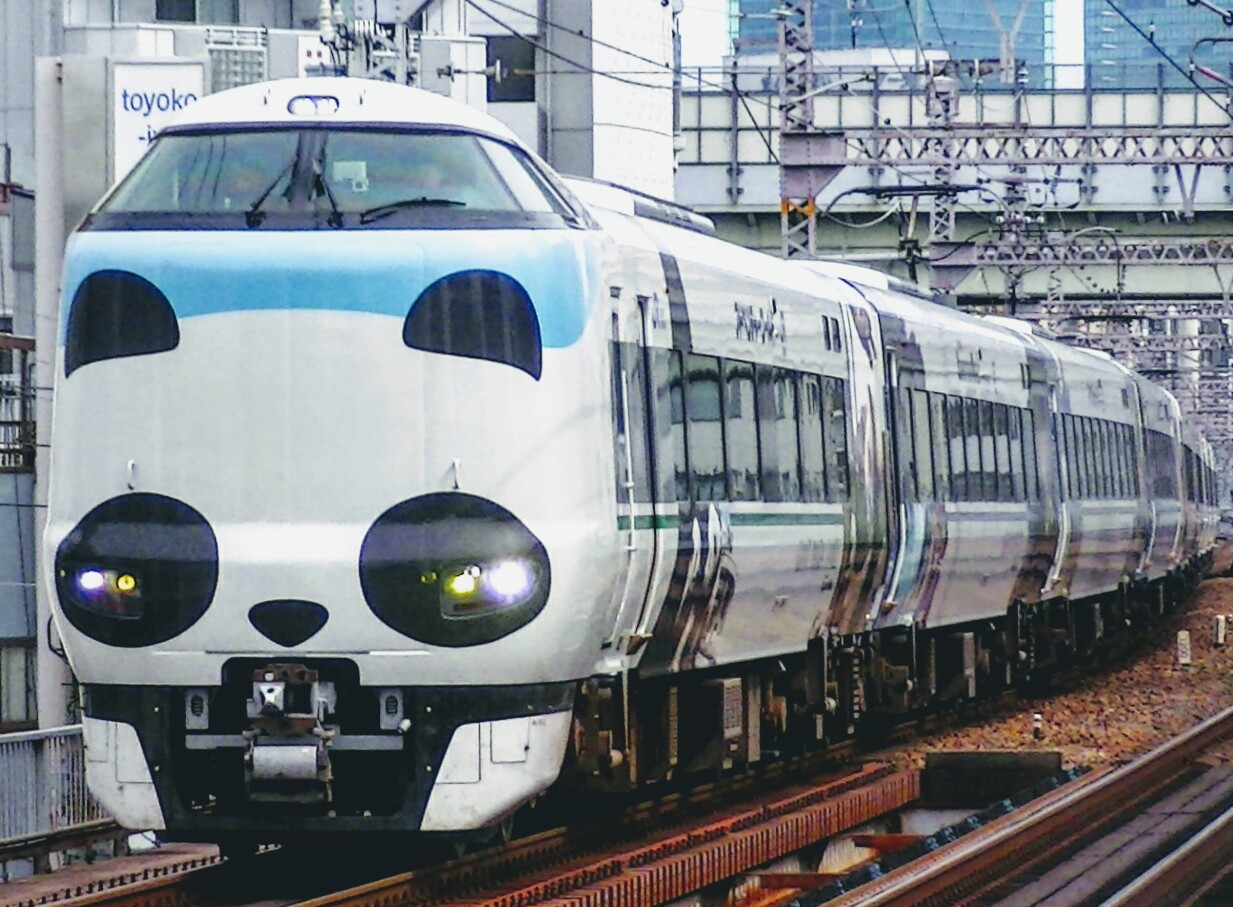
287系「パンダくろしお」 （2017年10月1日）
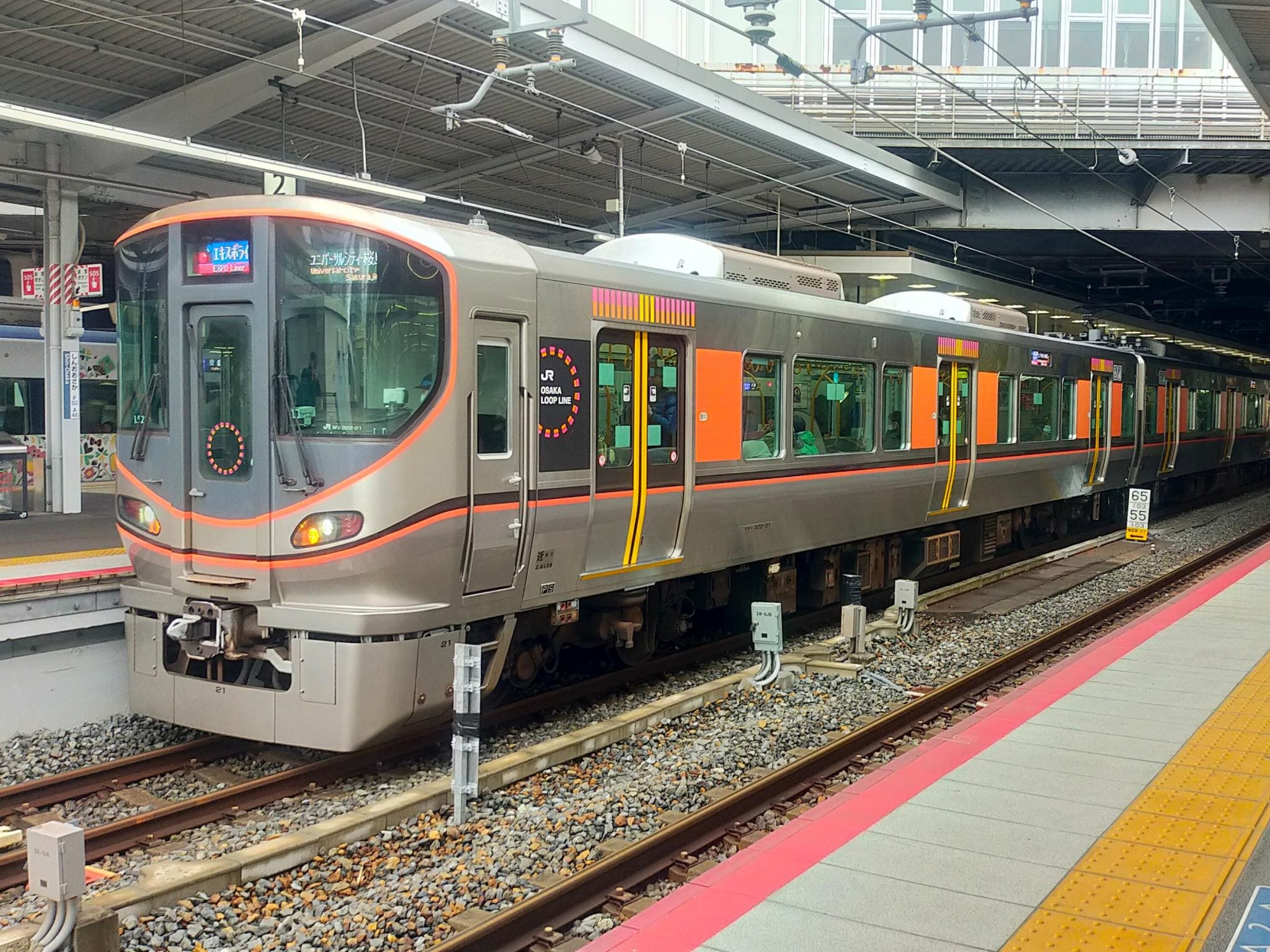
323系 （2025年3月16日）
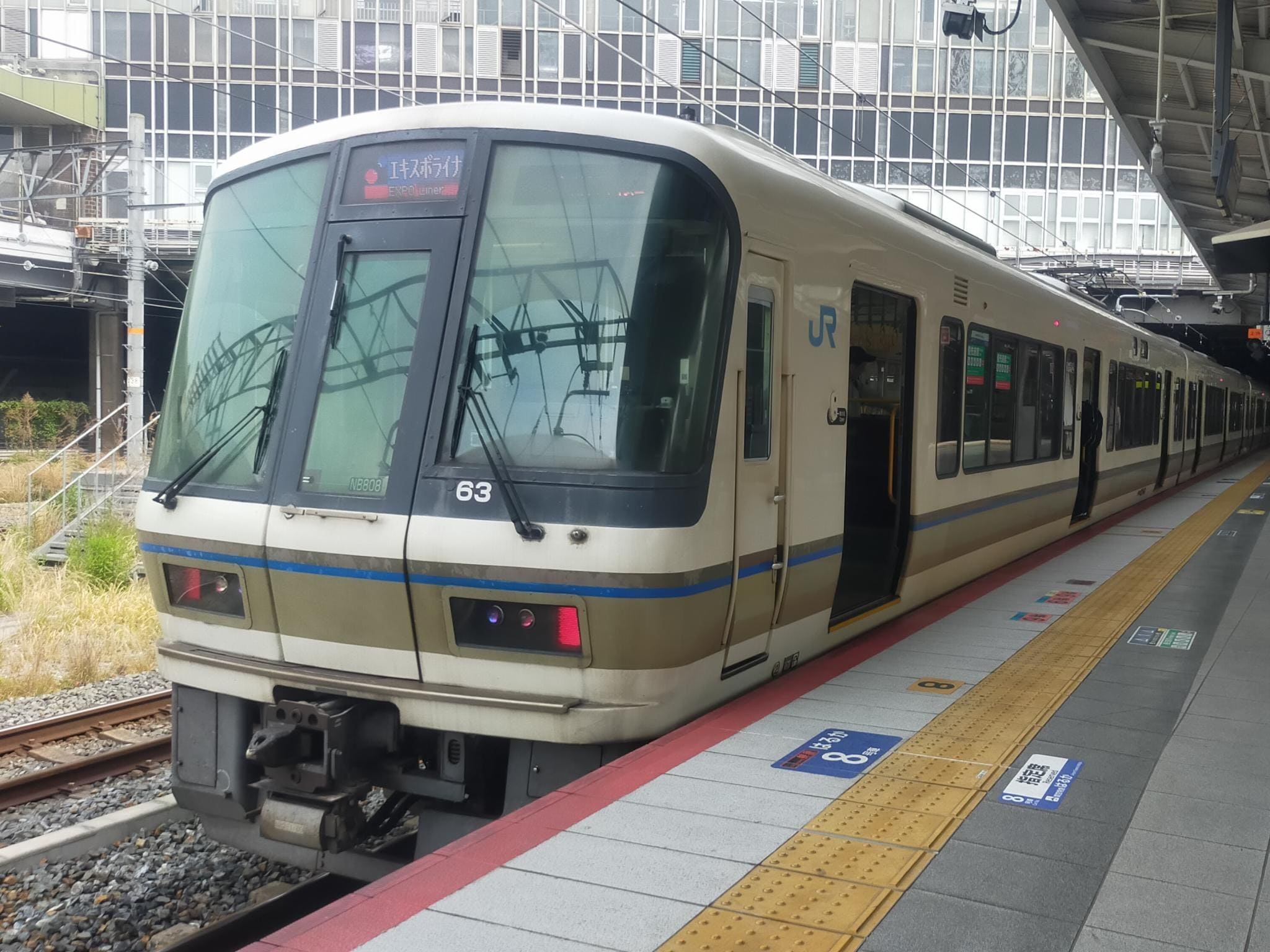
221系 （2025年5月12日）

旅客列車は特急「はるか」「くろしお」「らくラクやまと」が全区間で、おおさか東線の列車が新大阪駅 - 大阪駅間で運行されている。
旅客列車の運転は、1988年（昭和63年）の「なら・シルクロード博覧会」開催に合わせて関西本線（大和路線）の臨時快速が新大阪駅 - 奈良駅間で運転されたのが最初である。
定期列車の運転は、1989年（平成元年）7月22日に天王寺駅構内の阪和短絡線が完成し、阪和線・紀勢本線の特急「くろしお」「スーパーくろしお」が大阪環状線・梅田貨物線を経由して新大阪駅・京都駅への乗り入れを開始したときからである。南紀方面から新幹線接続駅へ直接乗り入れることができるルートは、それまで阪和貨物線・関西本線・奈良線を経由して京都駅に至るルートであったが、これ以降は梅田貨物線を経由して運転されることになった。
1990年（平成2年）3月からは、沿線で朝釣りに向かう旅客によく利用されていたことから"太公望列車"とも呼ばれていた新宮行きの夜行快速列車が天王寺駅始発から新大阪駅始発に変更されている（「紀勢本線#夜行普通列車」も参照）。1994年（平成6年）9月4日に関西国際空港が開港し、特急「はるか」が京都駅まで運転されるようになると、梅田貨物線を経由する旅客列車の数は大きく増加した。
2010年（平成22年）には平城遷都1300年記念事業に協賛して行われた「奈良デスティネーションキャンペーン」にあわせ、臨時特急「まほろば」がなら・シルクロード博覧会の臨時列車と同じく新大阪駅 - 奈良駅間に運転された。
2014年（平成26年）7月26日からは、原則毎週土曜日に新大阪発桜島行きの臨時快速列車が運転されていた（途中停車駅はユニバーサルシティ駅のみ）。この列車はユニバーサル・スタジオ・ジャパン（USJ）への利便性向上のために運転されていた山陽新幹線の臨時列車「ひかり」580号・「さくら」580号から接続しており、車両は「ウィザーディング・ワールド・オブ・ハリー・ポッター」をイメージした201系ラッピング列車が使用され、2016年（平成28年）2月27日まで運転された。
2018年（平成30年）3月17日のダイヤ改正で、朝と夜に1本ずつ運転されていた新大阪発の和歌山方面紀勢本線（きのくに線）直通の快速（夜の列車は前述の新宮行き夜行の後身）、朝に1本運転されていた和歌山発新大阪行きのB快速が廃止された。以降、旅客列車は特急列車のみとなっていたが、2023年（令和5年）3月18日のダイヤ改正で大阪駅の地下ホームが開業し、新大阪駅から大阪駅までおおさか東線の普通列車や直通快速が乗り入れるようになった。
2021年（令和3年）7月16日より、臨時特急「WEST EXPRESS 銀河」の「紀南コース」が運行され、本路線を経由している。
2025年（令和7年）に大阪港・夢洲を主会場として開催される2025年日本国際博覧会（大阪・関西万博2025）に向けた輸送力強化の一環として、新大阪駅から大阪駅うめきた地下ホームを経由して、桜島線（JRゆめ咲線）に乗り入れる直通列車が計画され、2025年（令和7年）3月15日から10月13日までの間、「エキスポライナー」として1時間あたり1本運行される。
「エキスポライナー」停車駅
新大阪駅（おおさか東線ホーム）- 大阪駅（地下ホーム）- ユニバーサルシティ駅 - 桜島駅
- 西九条駅を通過中の323系「エキスポライナー」
（2025年3月16日）

## 使用車両
当線で運行されている車両は次の通り。貨車は省略する。なお、神崎川橋梁北方 - 新大阪駅間はおおさか東線と線路を共用しており、さらに大阪駅まで乗り入れているため、おおさか東線の車両も走っているが、当項目では除外する。

### 現在の使用車両

#### 旅客列車
吹田総合車両所日根野支所・京都支所・森ノ宮支所・奈良支所の電車で運転されている。
- 281系・271系
  - 特急「はるか」で使用。
- 283系・289系
  - 特急「くろしお」で使用。
- 287系
  - 特急「くろしお」「らくラクやまと」で使用。
- 117系
  - 臨時特急「WEST EXPRESS 銀河」で使用[19]。
- 221系・323系
  - 臨時快速「エキスポライナー」で使用[23][26][27][28][29][30]。
  - 221系は2002年（平成14年）3月から2010年（平成22年）11月まで、165系に代わって深夜の新大阪発の阪和線・紀勢本線直通の快速紀伊田辺行き（2010年〈平成22年〉3月からは御坊行き）として使用されていたが、225系に置き換えられた。なお、2022年（令和4年）3月改正より、おおさか東線の列車として神崎川橋梁北方 - 新大阪駅間で運行されており[31][32]、2023年（令和5年）3月改正より大阪駅地下ホームに乗り入れている[18]。

- 281系
（2009年5月27日）
- 283系
（2005年8月11日）
- 287系「パンダくろしお」
（2017年10月1日）
- 323系
（2025年3月16日）
- 221系
（2025年5月12日）

#### 貨物列車
貨車は1往復のみ長物車でそれ以外はコンテナ車で組成される。なお、貨物線の一部区間が地下化された2023年（令和5年）2月13日以降は、長大編成の列車に対し後補機連結が両方向で行われている。
- 電車
  - M250系「スーパーレールカーゴ」
    - 2004年（平成16年）3月13日から東京貨物ターミナル駅 - 安治川口駅間で運転を開始。SGホールディングス系列である佐川急便が1列車を貸切輸送している。
- 電気機関車
  - EF65形（不定期のみ）
  - EF66形
  - EF210形（補助機関車対象は300番台のみ）
- ディーゼル機関車
  - DD51形（不定期のみ）

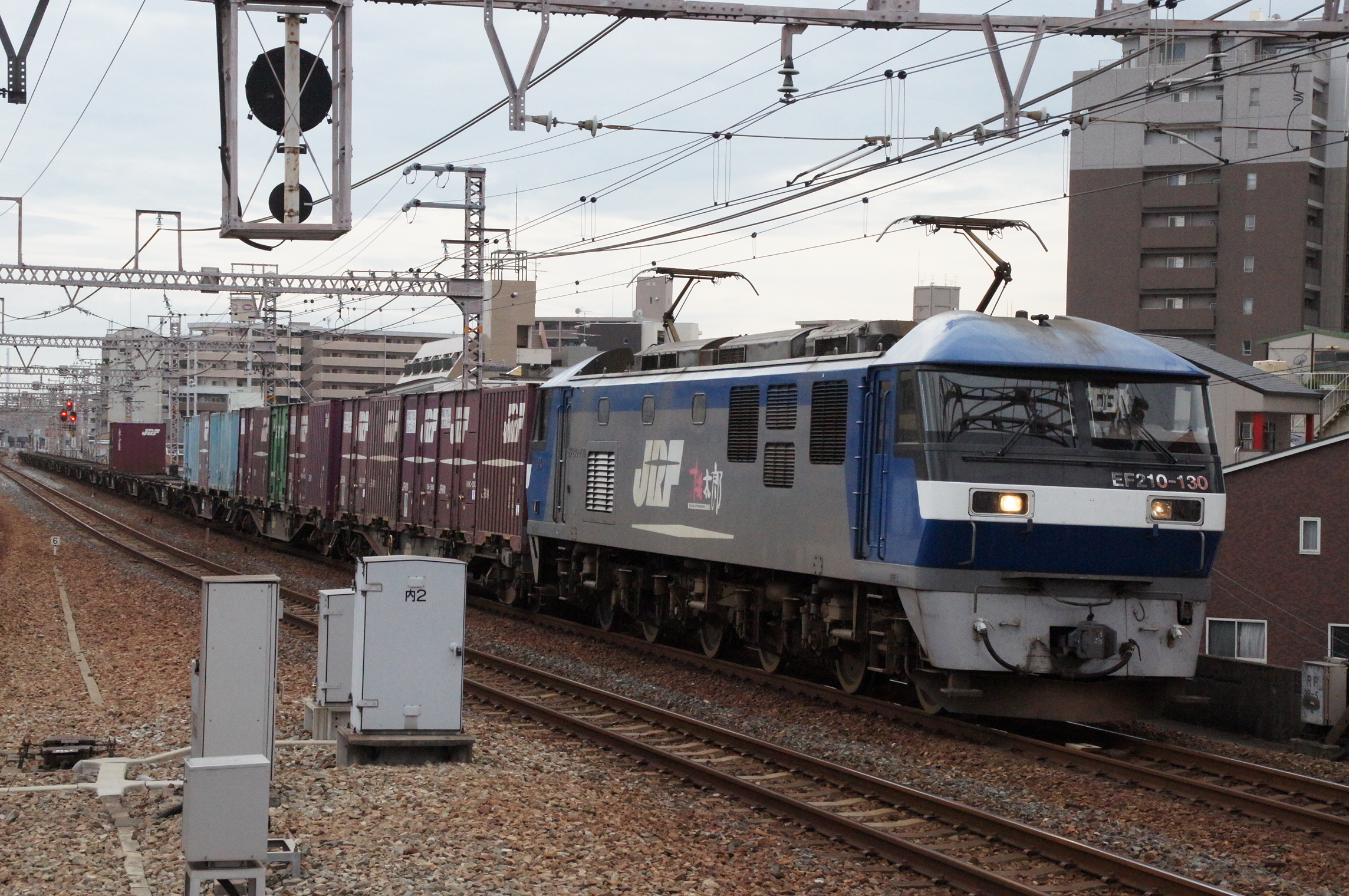
EF210形 （2011年7月27日）

### 過去の使用車両

#### 旅客列車
- 165系
  - 1990年（平成2年）3月から2002年（平成14年）3月まで、新大阪発の阪和線・紀勢本線直通の快速新宮行き（2000年〈平成12年〉10月からは紀伊田辺行き）として使用されていたが、221系に置き換えられた。
- 381系
  - 1989年（平成元年）7月から2015年（平成27年）10月まで、特急「くろしお」として使用されていたが、287系・289系に置き換えられた。
- 485系
  - 1990年（平成2年）4月から9月まで、花の万博アクセスのため大阪環状線経由で京橋駅へ乗り入れた臨時特急「エキスポ雷鳥」で使用。
- 681系・683系
  - 2001年（平成13年）春から2009年（平成21年）夏まで、ユニバーサル・スタジオ・ジャパン（USJ）最寄駅であるユニバーサルシティ駅へ直通する臨時特急「ユニバーサルエクスプレス」で使用。
- 113系
  - 1988年（昭和63年）に設定された臨時快速と、[要出典]1989年（平成元年）7月22日から2011年（平成23年）12月10日まで早朝の新大阪駅発着の阪和線・紀勢本線直通の快速列車として使用されたが、223系に置き換えられた。
- 103系
  - 1988年（昭和63年）の「なら・シルクロード博」向けに、湊町駅（現・JR難波駅）- 奈良駅間の快速の一部を新大阪駅発着に変更して設定された臨時快速で使用。
- 201系
  - 2014年（平成26年）から2016年（平成28年）まで運行されていた、新大阪発桜島行き臨時快速で使用。主にラッピング列車「ウィザーディング・ワールド・オブ・ハリー・ポッター号」が使用されていた[8][11]。
- 223系0・2500番台・225系5000・5100番台
  - 新大阪駅発着の阪和線・紀勢本線直通の快速列車（B快速など）で使用されたほか、223系0番台のみ、1995年（平成7年）から運転された姫路駅 - 関西空港駅間の臨時快速「ウエスト関空」でも使用された。

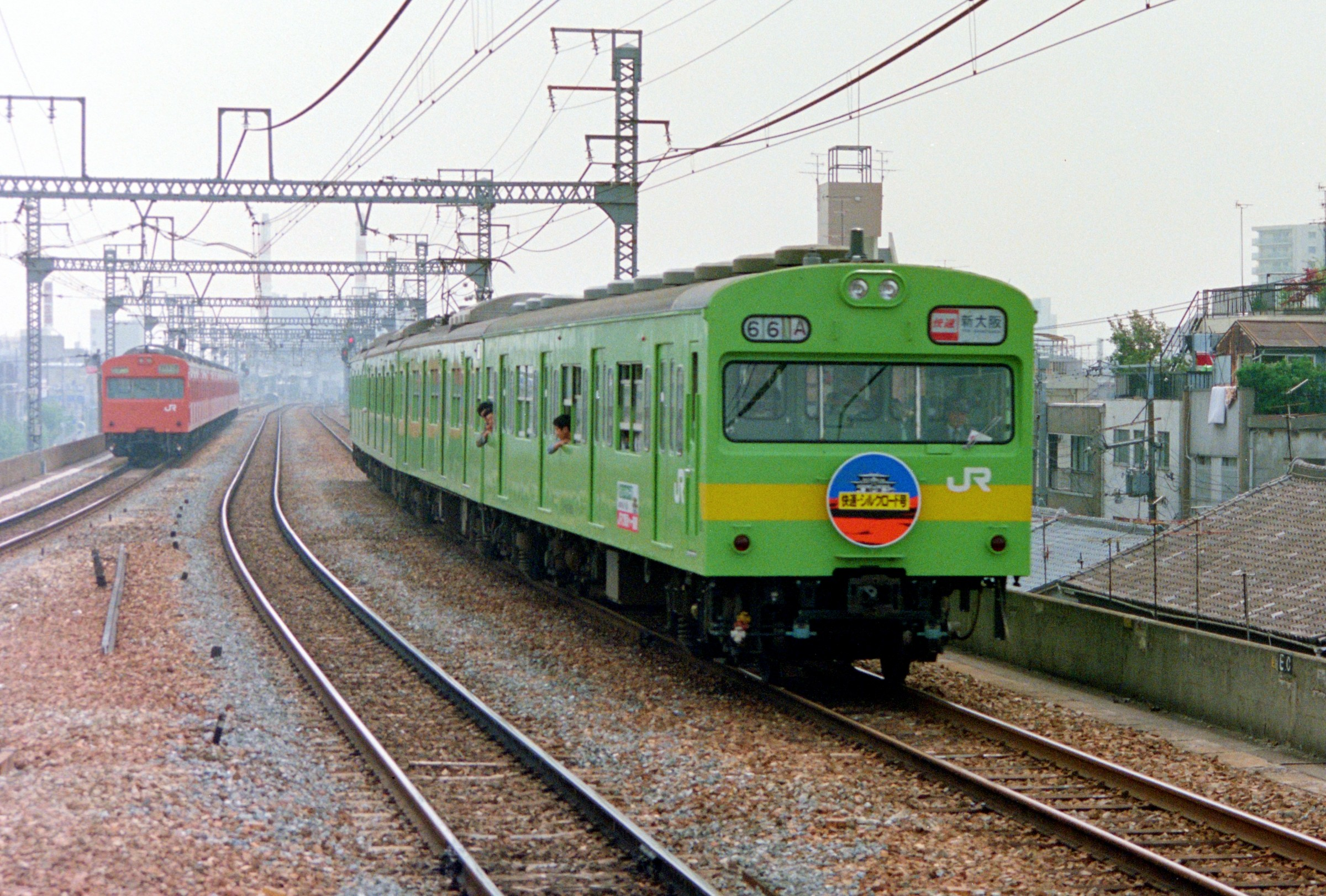
103系 （1988年5月1日）
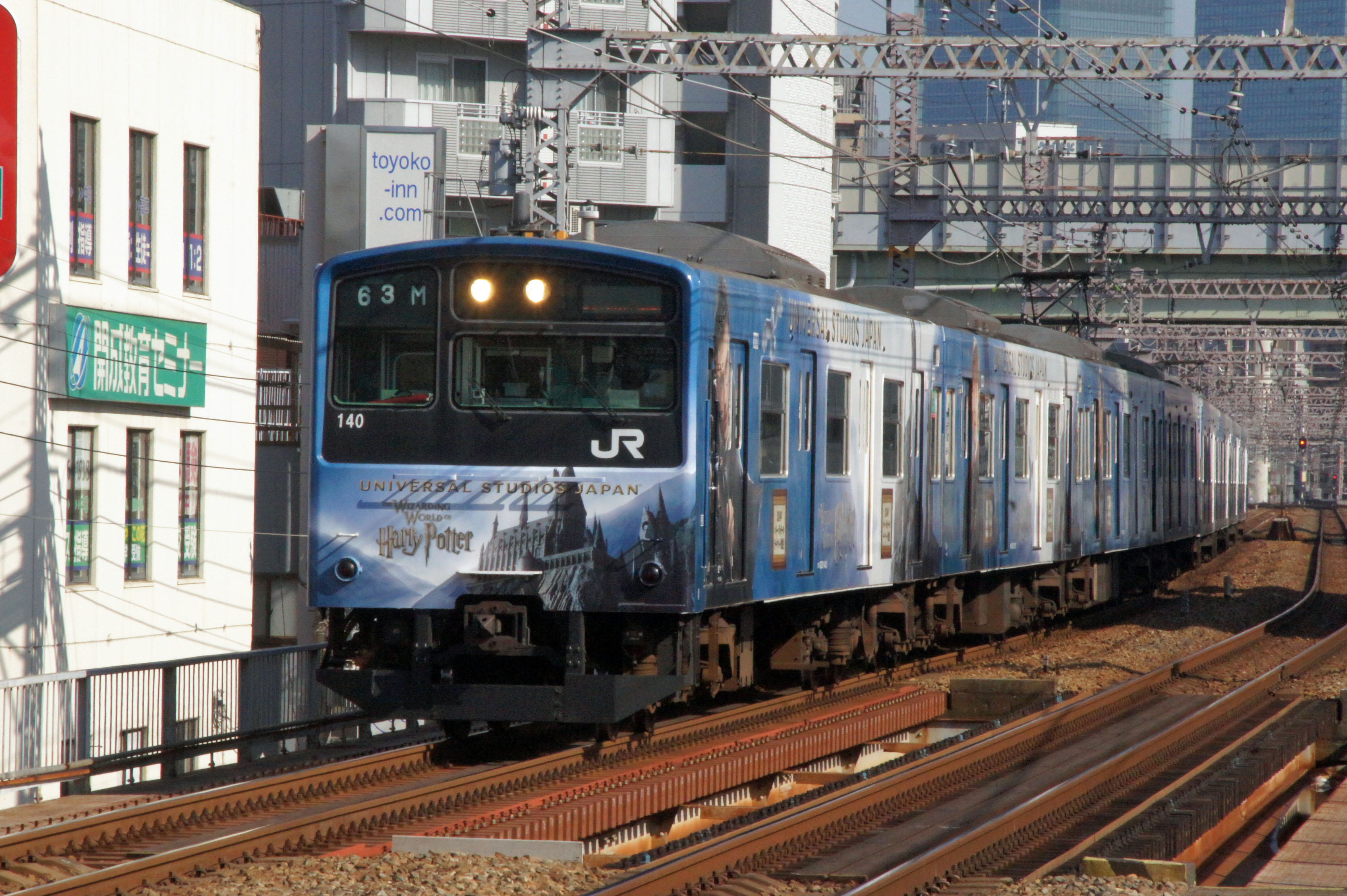
201系「ウィザーディング・ワールド・オブ・ハリー・ポッター号」 （2014年11月15日）
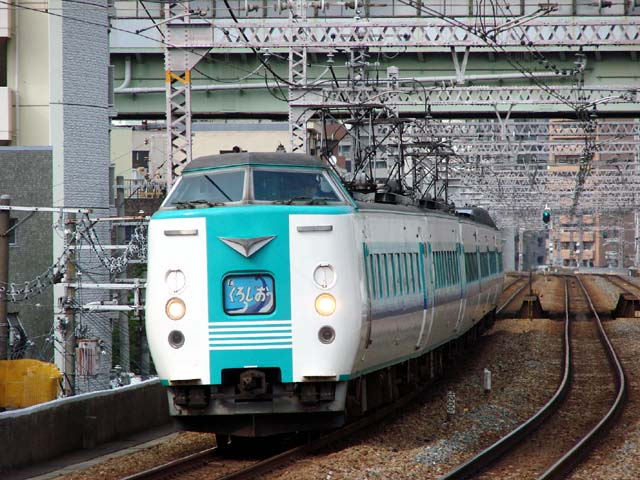
381系 （2007年6月8日）

#### 貨物列車
- 電気機関車
  - EF81形
  - EF200形
- ディーゼル機関車
  - DE10形

## 歴史

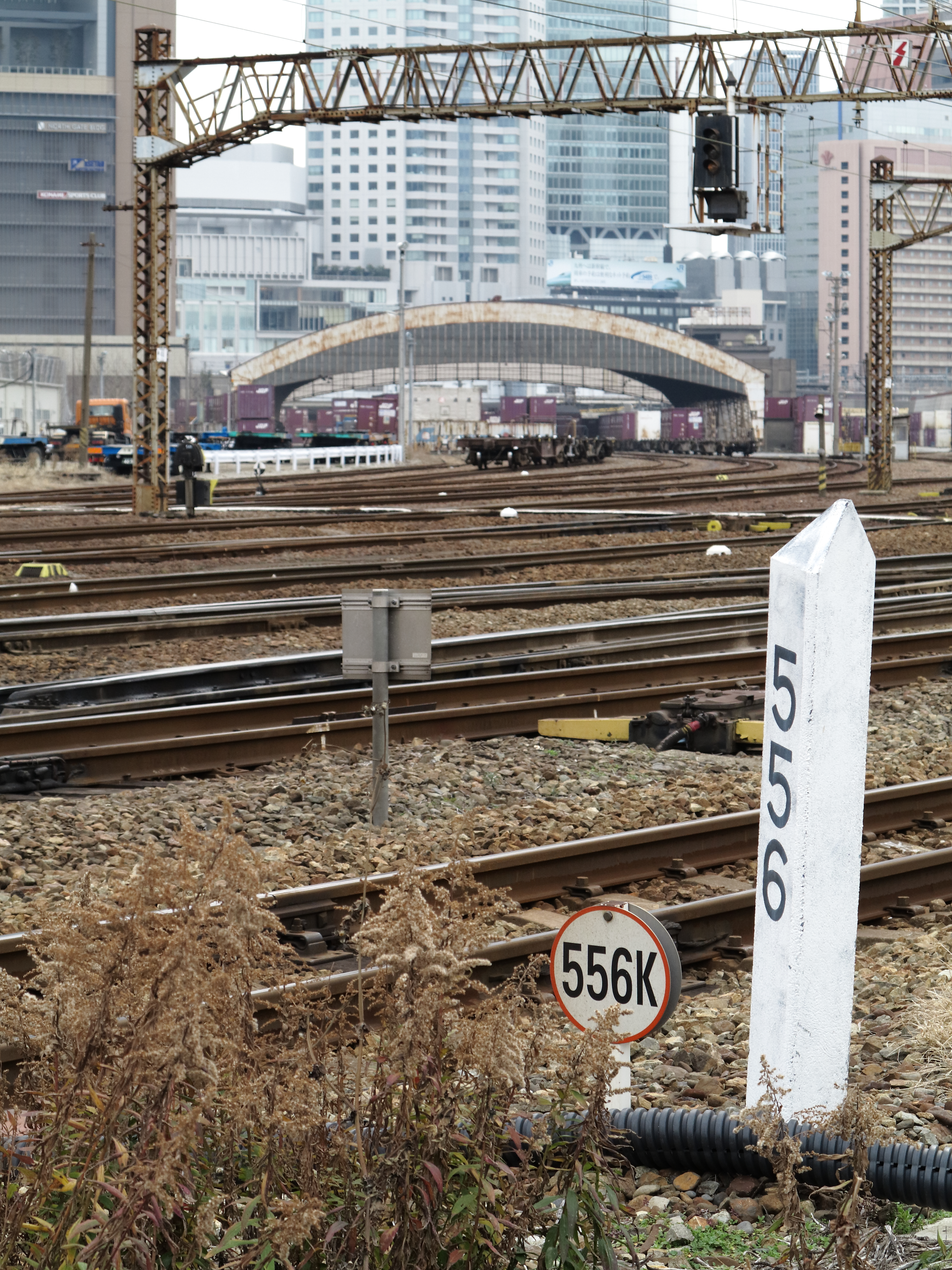
地下連絡通路付近にあった東京起点の556キロポスト。遠方に梅田貨物駅。
（2013年）

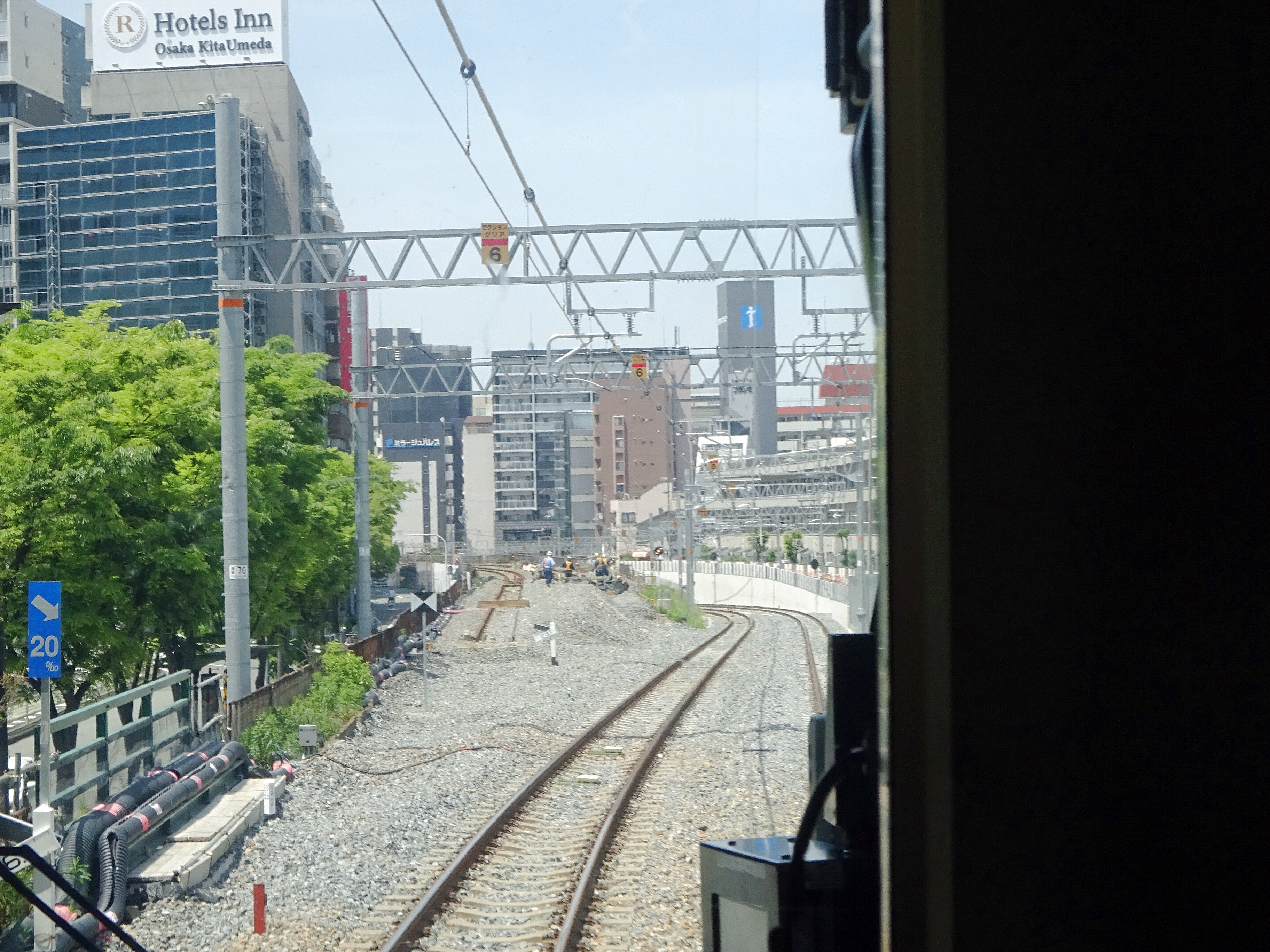
梅田貨物線新旧分岐点

1928年（昭和3年）、大阪駅の北側に貨物駅として梅田駅が開設されるのと同時に開業したが、当時の梅田駅は大阪駅と同一駅の扱いで独自の営業キロが設定されていなかった。また、1934年（昭和9年）には西成線（現在の大阪環状線の一部）の福島駅まで延伸されたが、これも営業キロが設定されていなかった。「梅田貨物線」に独自の営業キロが設定されるのは1961年（昭和36年）のことであるが、旅客列車の設定がなかった。旅客列車が運転を始めたのは1988年（昭和63年）からだが、運賃計算の際には梅田貨物線経由の営業キロを適用せず、大阪駅経由で計算することとなった。
かつては新大阪駅では、当線を経由する旅客列車は上り・下りとも東海道本線（JR京都線）の上り外側線へ転線して客扱いを行っていたが、2011年（平成23年）以降進められていたおおさか東線建設工事の過程で、当線用の乗り場が設置された。
2019年（平成31年）3月16日におおさか東線が開業し、神崎川橋梁北方から新大阪駅までの区間は当線との共用区間となった。

### 年表
- 1928年（昭和3年）12月1日：上淀川仮信号場 - 梅田駅間が開業（梅田駅は大阪駅と同一駅扱いで営業キロの設定なし）。
- 1934年（昭和9年）
  - 6月1日：福島駅 - 梅田駅間が開業（営業キロの設定なし）。
  - 6月2日：上淀川仮信号場廃止、上淀川仮信号場 - 梅田駅間の路線の起点を吹田駅に変更。
- 1961年（昭和36年）4月6日：営業キロ設定（梅田駅を大阪駅との同一駅扱いをやめ、別線別駅扱いに変更）、吹田駅 - 梅田駅間（7.6 km）、梅田駅 - 福島駅間（1.0 km）となる。
- 1965年（昭和40年）3月18日：梅田駅 - 福島駅間改キロ（-0.1 km）。
- 1969年（昭和44年）9月13日：吹田駅 - 梅田駅間が電化。
- 1970年（昭和45年）4月1日：梅田駅 - 福島駅間が電化。
- 1974年（昭和49年）10月1日：東海道本線支線区間の区間表示変更、吹田駅 - 梅田駅 - 福島駅間（8.5 km）となる。
- 1987年（昭和62年）4月1日：国鉄分割民営化により西日本旅客鉄道が承継（営業キロの設定はなし）。日本貨物鉄道が第二種鉄道事業者となる（吹田駅 - 福島駅間に独自の営業キロを設定）。
- 1988年（昭和63年）4月24日 - 10月23日：当線経由で新大阪駅 - 奈良駅間の臨時旅客列車を運行。
- 1989年（平成元年）7月22日：天王寺駅の阪和短絡線供用開始に伴い[7]、定期旅客列車として、特急「くろしお」「スーパーくろしお」が当線で運行開始。
  - 当線が福島駅北側でなにわ筋と平面交差している地点（浄正橋踏切）が渋滞を引き起こすようになった。当時は近接する阪神本線の福島駅もまだ地上駅であったため、国道2号など周辺道路も含めて渋滞を引き起こした[注 3]。
- 2010年（平成22年）12月1日：組織改正により、大阪支社および京都支社の管轄から近畿統括本部の管轄に変更[33]。
- 2013年（平成25年）
  - 3月16日：吹田貨物ターミナル駅の営業開始に伴い、日本貨物鉄道東海道本線支線区間の起点を吹田駅から吹田貨物ターミナル駅に変更（+1.5 km）[34]。
  - 4月1日：梅田駅廃止[35]。残された行き違い設備は梅田信号場となる[36]。
- 2014年（平成26年）7月26日 - 2016年（平成28年）2月27日：土曜日を中心に、新大阪発桜島行きの臨時快速を運行[8][11]。
- 2015年（平成27年）12月：中津付近 - 福島駅付近の地下化工事および新駅（仮称：北梅田駅）設置工事の一部が先行して着工。
- 2016年（平成28年）
  - 2月1日：おおさか東線工事の一環として新大阪駅の配線が変更され、11番のりばが当線専用となる。
  - 8月：中津付近 - 福島駅付近の地下化工事および新駅設置工事が正式着工。
- 2017年（平成29年）1月20日：おおさか東線工事の一環として新大阪駅の配線がさらに変更され、当線の下りが11番のりばに直接乗り入れる構造となる。
- 2018年（平成30年）
  - 3月17日：ダイヤ改正で当線を経由する普通列車（快速・B快速）が消滅。これにより当線を通る定期旅客列車は特急のみとなる。
  - 6月24日：新大阪駅の当線下り11番のりばが3番のりばに改称。
  - 7月23日：新大阪駅の在来線部分改良工事が完了、1番のりばが当線の上り専用となる。
- 2019年（平成31年）
  - 2月17日：中津と豊崎地域で仮線切り替え工事を夜に実施[37]。
  - 3月16日：おおさか東線新大阪駅 - 放出駅間が開業し、神崎川北方 - 新大阪駅間を当線と共用するようになる[注 4]。
- 2020年（令和2年）3月25日：新たに新駅と大阪駅を結ぶ改札内連絡通路を整備し、新駅を「大阪駅」の一部として開業すると発表[38]。
- 2021年（令和3年）7月16日：当線経由で臨時特急「WEST EXPRESS 銀河」の「紀南コース」が運行開始[19]。
- 2023年（令和5年）
  - 2月13日：中津付近 - 福島駅付近の地下化工事が完成[39]。梅田信号場は前日の2月12日を以て廃止とし、新駅（大阪駅地下ホーム）の開業までは同駅を信号場と同じ扱いで運用。
  - 3月18日：新大阪駅 - 西九条駅間に大阪駅（うめきたエリア）地下ホームが開業[40][18]。新大阪駅 - 大阪駅間で、おおさか東線の普通・直通快速の乗り入れを開始し、当線を経由する普通列車が再度復活する。
- 2024年（令和6年）3月18日：大阪駅（うめきたエリア）地下ホーム発着で大阪環状線・大和路線へ直通する通勤特急「らくラクやまと」が運行開始。
- 2025年（令和7年）3月15日 - 10月13日（予定）：2025年日本国際博覧会（大阪・関西万博）へのアクセス手段として、新大阪駅 - 桜島駅間で当線を経由する臨時列車「エキスポライナー」を運行[23][27]。

### 大阪駅北地区付近地下化（新駅設置）事業
2004年（平成16年）10月の近畿地方交通審議会答申第8号では、「京阪神圏において、既存施設の改良に関し検討すべき主な事業」として、大阪駅北地区（北ヤード）再開発に関連して、支障となる梅田貨物線の中津 - 福島駅付近を地下化すること及び九条梅田線と四つ橋筋との交差点北西部付近に新駅（仮称：北梅田駅）を設置し、特急「はるか」や「くろしお」などの特急列車を停車させることで、関西国際空港や和歌山方面へのアクセスの向上を図ることが盛り込まれた。2011年（平成23年）4月に「JR東海道線支線地下化事業」および「うめきた2期区域新駅設置事業」として都市計画決定がなされ、2015年（平成27年）1月に事業認可を取得、同年11月に着工された。2023年（令和5年）3月に地下線への切り替えと新駅の開業を予定し、2020年（令和2年）3月には新駅を大阪駅の一部として開業することがJR西日本より発表された。既存の大阪駅（高架ホーム）と新設の地下ホームの間に地下連絡通路を設け、乗り換えには6分程度かかるとした。
ルートは、新大阪駅から淀川を渡って東海道本線（JR京都線）と別れた当線は、Osaka Metro御堂筋線を乗り越えたあたりから地下へ下って行き、阪急電鉄中津駅の北側でトンネルに入る。そこから地下化以前よりも東側を経由する。すなわち、グランフロント大阪北館西隣の道路下を通り、南館の西側から南西にゆるいカーブを描きながら福島方面へ向かうルートを通る。大阪駅（うめきたエリア）地下ホームはそのカーブ上に2面4線の規模で設置する。そして東海道本線（JR神戸線）と交差する直前でトンネルを抜けて現在のルート上に戻り、福島駅北側の浄正橋踏切手前で地平レベルに達する。
この大阪駅（うめきたエリア）地下ホームは2023年（令和5年）3月18日のダイヤ改正時に開業し、特急「くろしお」「はるか」、並びにおおさか東線の全列車がここに乗り入れて停車するようになった。それに先駆けて、線路切り替え工事が同年2月11日夜から13日朝にかけて行われ、「くろしお」「はるか」については同年2月13日から大阪駅（うめきたエリア）地下ホームへ乗り入れたが、同ホーム開業前日の3月17日までは通過駅扱いとなった。

## 今後の予定

### なにわ筋線の接続
さらに同地下ホームには、北梅田駅（仮称） - JR難波駅・南海新今宮駅間を結ぶ路線として計画されているなにわ筋線が乗り入れる予定である。

## 駅一覧
- 全駅大阪府内に所在。

凡例
（貨）は貨物駅
線路 … ||：複線区間、｜：単線区間（列車交換不可）、∨：ここより下は単線、∧：ここより下は複線
| 正式路線名      | 駅ナンバー           | 駅名                       | 営業キロ | 営業キロ | 接続路線・備考 | 線路   | 所在地 | 所在地 |
| 正式路線名      | 駅ナンバー           | 駅名                       | 駅間     | 累計 | 接続路線・備考 | 線路   | 所在地 | 所在地 |
| --------------- | -------------------- | -------------------------- | -------- | --- | --- | ------ | ------ | ------ |
| 東海道本線 支線 |                      | （貨）吹田貨物ターミナル駅 | -        | 0.0 | 西日本旅客鉄道：東海道本線（本線・北方貨物線）・片町線貨物支線（城東貨物線） 日本貨物鉄道：東海道本線貨物支線（大阪貨物ターミナル方面） | \|\|   | 吹田市 | 吹田市 |
| 東海道本線 支線 | JR-A46 JR-F02        | 新大阪駅                   | 5.3      | 5.3 | 西日本旅客鉄道： 山陽新幹線・ 東海道本線（JR京都線）（JR-A46）・ おおさか東線（JR-F02） 東海旅客鉄道： 東海道新幹線 大阪市高速電気軌道： 御堂筋線（M13） | \|\|   | 大阪市 | 淀川区 |
| 東海道本線 支線 | JR-A47 JR-F01 JR-O11 | 大阪駅（うめきたエリア）   | 3.8      | 9.1 | 西日本旅客鉄道： 東海道本線（JR京都線・JR神戸線）（JR-A47）・ 福知山線（JR宝塚線）（JR-G47）・ 大阪環状線（JR-O11）・ おおさか東線（JR-F01） ・ JR東西線（北新地駅: JR-H44） 阪急電鉄： 京都本線・ 宝塚本線・ 神戸本線（大阪梅田駅:HK-01） 阪神電気鉄道： 本線（大阪梅田駅:HS01） 大阪市高速電気軌道： 御堂筋線（梅田駅:M16）・ 谷町線（東梅田駅:T20）・ 四つ橋線（西梅田駅:Y11） | ∨      | 大阪市 | 北区   |
| 東海道本線 支線 |                      | 福島駅                     | 0.9      | 10.0 | 西日本旅客鉄道： 大阪環状線（JR-O12） | ｜     | 大阪市 | 福島区 |
| 大阪環状線      |                      | 福島駅                     | 0.9      | 10.0 | 西日本旅客鉄道： 大阪環状線（JR-O12） | ｜     | 大阪市 | 福島区 |
| JR-O14          | 西九条駅             | 2.6                        | 12.6     | 西日本旅客鉄道： 大阪環状線（JR-O14）・ 桜島線（JRゆめ咲線）（JR-P14） 阪神電気鉄道： 阪神なんば線（HS 45） | ∧ | 此花区 | 大阪市 |        |

1. ↑  山陽本線上郡駅および赤穂線播州赤穂駅まで直通運転。
2. ↑  福知山線の正式な起点は尼崎駅だが、運転系統としての「JR宝塚線」は全列車が大阪駅まで乗り入れる。
3. ↑  おおさか東線の正式な起点は新大阪駅だが、運転系統としては全列車が大阪駅（うめきたエリア）まで乗り入れる。
4. ↑  大阪駅と北新地駅の間は徒歩連絡の特例がある（JR東西線#乗車制度を参照）。
5. ↑  運転系統としての「京都本線」。同線の正式な起点は十三駅。
6. ↑  福島駅が東海道本線支線と大阪環状線との路線分岐駅であるが、同駅と野田駅には梅田貨物線にホームがないため乗り換えはできない。
7. ↑  西九条駅が実際の線路の分岐駅。梅田貨物線経由の列車は2023年（令和5年）3月18日以降旅客列車も全て通過するので乗り換えできなくなる。

- 2023年（令和5年）2月13日に地上線から地下線への切り替えが完了する以前は、吹田貨物ターミナル駅起点9.1 kmの地点に梅田信号場（旧：JR貨物梅田駅）が存在した。